# رباط رحمي عجزي
الرباط الرحمي العجزي أو رباط الرحم والمستقيم هو أحد أربطة الرحم الرئيسية.

## التركيب
تحتوي الأربطة الرحمية العجزية على كمية كبيرة من الأنسجة الليفية والألياف العضلية غير المخططة التي تتعلق بالجزء الأمامي للعجز وتشكل الأربطة الرحمية العجزية.
تمتد الأربطة من الجزء الأمامي للرحم إلى العجز. كما تمتد أعصاب الحوض الحشوية فوق الرباط الرحمي العجزي.